# Manvieux
Manvieux é uma comuna francesa na região administrativa da Normandia, no departamento Calvados. Estende-se por uma área de 2,83 km². Em 2010 a comuna tinha 137 habitantes (densidade: 48,4 hab./km²).